# Alan I el Gran
Alan I de Bretanya o Alan I el Gran, en bretó Alan I Iañ (francès Alain I le Grand) fou rei de Bretanya del 877 al 907, el primer de la dinastia dels comtes de Rennes (Roazhon), que finalment fou reconegut com a Rex Britanniae pels reis francs a canvi de cedir-los una part dels territoris de l'actual Normandia. Va dedicar la major part del seu regnat a consolidar-se dins el territori de l'actual Bretanya i va vèncer els vikings a Kestembert o Questembert el 888.

## Biografia
Fill d'un cert Ridoredh segons una genealogia tardana establerta a Sant Aubí d'Angers al segle xi. Fou el successor del seu germà Pascweten († 876), ell mateix gendre i successor del rei Salomó I de Bretanya († 874), Alan fou comte de Vannes i comte de Nantes. Va heretar les querelles amb el comtat de Rennes per a la corona de Bretanya.
El 890 es va destacar a la batalla de Questembert on els vikings foren desfets. A més Judicael hi va trobar la mort. De llavors en endavant, sense competidor, fou rei de Bretanya. Va rebre el temporal de l'abadia de Saint-Aubin d'Angers. El seu regnat 890- 907 marca un període de calma i de prosperitat per a Bretanya. El dia exacte de la seva mort no és coneguda.
Segons les subscripcions d'actes, Alan va deixar de la seva esposa Oreguen, filla de Gurwant i suposada germana de Judicael, almenys cinc fills del qual dos supervivents, i dues filles casades:
- Rudalt, comte de Vannes (907-913) (post mortem patri sui[3]), ancestre del llinatge dels senyors de Rieux.
- Guerech (Vuereche fili Alani)
- Pascweten, viu el 903 (Vuereche fili Alani Pascuiten fratris sui)
- Derrià, mencionat el 903, avantpassat del llinatge d'Elven i de Largoët.
- Budic, viu el 903 (Pascuuethan i Dergen i Budic, filii ejus... ").
- Filla, esposa de Mathuedoï de Poher, comte de Poher. Van ser els pares d'Alan II de Bretanya.
- Filla, esposa d'un comte de nom Tanguy, que va subscriure una donació a favor de l'abadia de Sant-salvador de Redon amb Derrià.[4]

Cap dels seus hereus no el va poder succeir i fou el comte de Cornualla Gourmaelon qui «regnarà sobre el regne de Bretanya».